# Бутини (ґміна)
Ґміна Бутини — колишня (1934–1939 рр.) сільська ґміна Жовківського повіту Львівського воєводства Польської республіки. Центром ґміни було село Бутини.
Ґміну Бутини було утворено 1 серпня 1934 р. у межах адміністративної реформи в ІІ Речі Посполитій із дотогочасних сільських ґмін: Бесіди, Бутини, Двірці, Любеля, Пристань.
Гміна ліквідована в 1940 р. у зв’язку з утворенням Великомостівського району.